# Kochów (województwo mazowieckie)
Kochów – wieś sołecka w Polsce położona w województwie mazowieckim, w powiecie garwolińskim, w gminie Maciejowice.
| SIMC    | Nazwa       | Rodzaj    |
| ------- | ----------- | --------- |
| 0680420 | Kępa        | część wsi |
| 0680437 | Nad Rowem   | część wsi |
| 0680443 | Stawiska    | część wsi |
| 0680450 | Szuberka    | część wsi |
| 0680466 | Zaprzyrytka | część wsi |

Wierni Kościoła rzymskokatolickiego należą do parafii Wniebowzięcia Najświętszej Maryi Panny w Maciejowicach.
W latach 1975–1998 miejscowość administracyjnie należała do województwa siedleckiego.